# 小竹伊津子
小竹 伊津子（こたけ いつこ、1930年11月12日 ‐ ）は、日本の女優。東京都出身。

## 来歴
劇団舞芸座を経て現事務所所属。女優として舞台を中心に活躍している。主な出演作品に、舞台『クイズ婆さんの敵』『遺産らぷそでぃ』『銀色の狂騒曲』『菜の花らぷそでぃ』『谷間の女たち』、NHK『復活』、TBS『徹と由紀子』など